# رايلي أرمسترونغ
رايلي أرمسترونغ هو لاعب هوكي الجليد كندي، ولد في 8 نوفمبر 1984 في ساسكاتون في كندا.

## وصلات خارجية
- رايلي أرمسترونغ على موقع دوري الهوكي الوطني (الإنجليزية)
- رايلي أرمسترونغ على موقع قاعة مشاهير الهوكي (لاعب أن.إتش.أل) (الإنجليزية)
- رايلي أرمسترونغ على موقع EliteProspects.com (الإنجليزية)
- رايلي أرمسترونغ على موقع HockeyDB.com (الإنجليزية)
- رايلي أرمسترونغ على موقع Hockey-Reference.com (الإنجليزية)